# 성 돔니우스 대성당

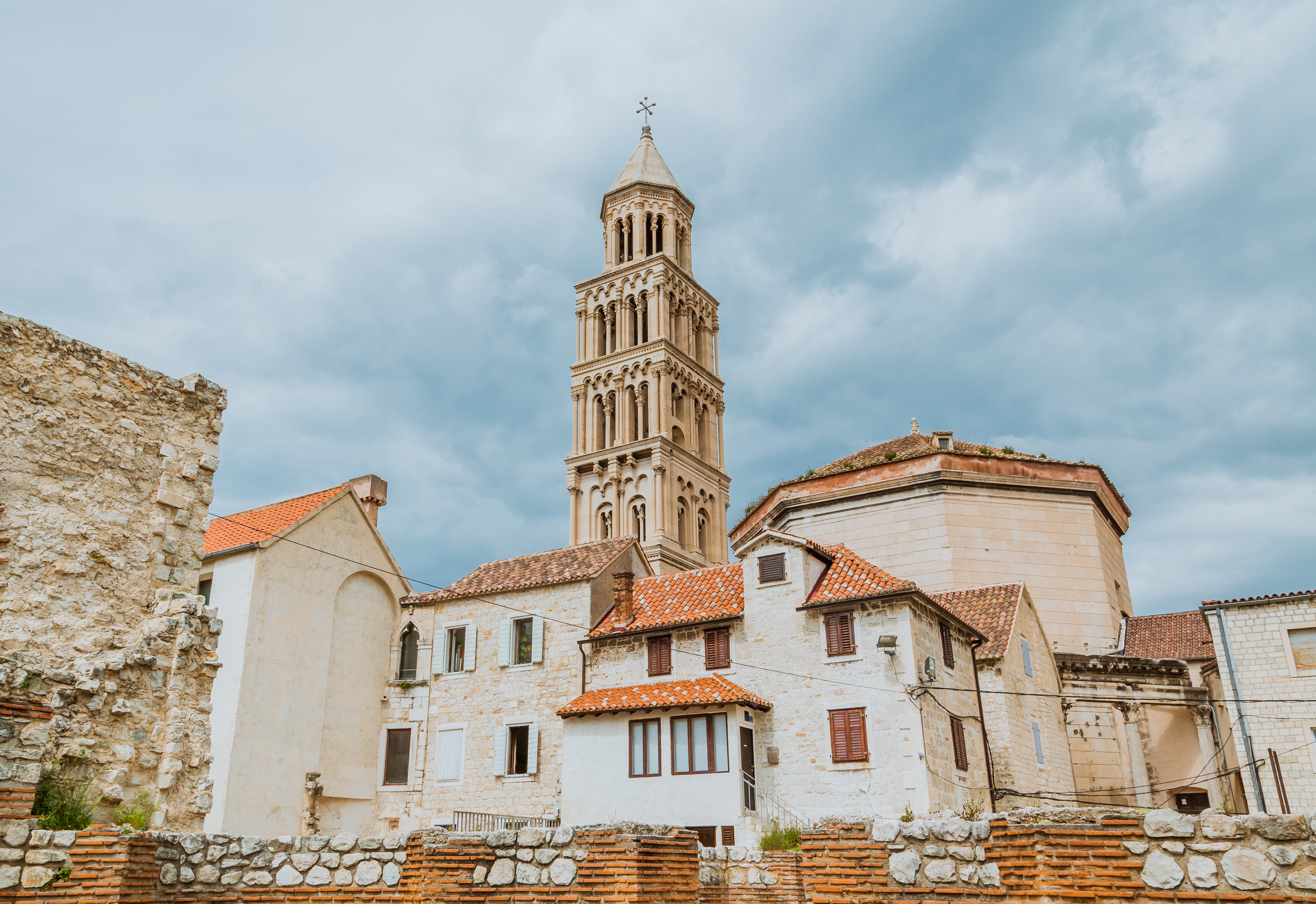
성 돔니우스 대성당

성 돔니우스 대성당(크로아티아어: Katedrala Svetog Duje)은 크로아티아 스플리트에 있는 로마 가톨릭 성당이다. 서기 7세기 초에 봉헌된 성 돔니우스 대성당은 거의 완전한 개조 없이 원래 구조 그대로 사용되고 있는 세계에서 가장 오래된 가톨릭 대성당으로 여겨진다(종탑은 12세기에 지어짐). 서기 305년에 디오클레티아누스의 영묘로 지어진 이 구조물 자체는 모든 기독교 대성당에서 사용하는 두 번째로 오래된 구조물이다..